# Modelagem de processos químicos

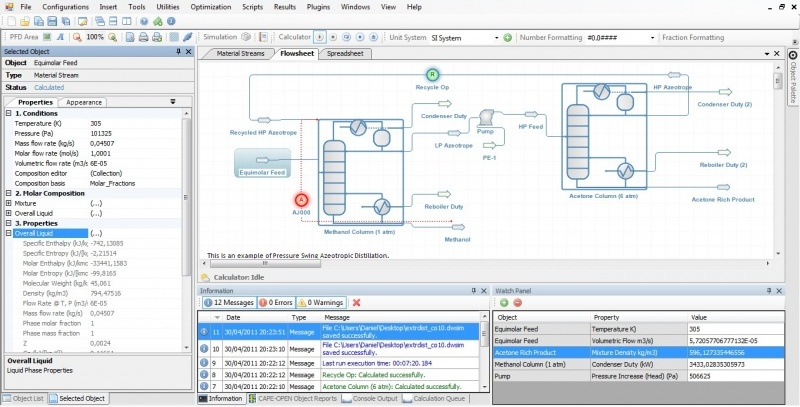
Captura de tela de um programa de simulação de processos (DWSIM).

A modelagem de processos químicos consiste no emprego de modelagem computacional para o desenho de processos em engenharia química. Normalmente envolve a utilização de softwares especializados para definir um sistema de componentes interligados, que são, em seguida, calculados para que o estado estacionário e o comportamento dinâmico do sistema possam ser previstos. Os componentes do sistema e suas ligações são representadas por um diagrama de fluxo de processo. Simulações podem ser tão simples quanto a mistura de duas substâncias em um tanque ou tão complexas quanto uma inteira refinaria de alumina.
A modelagem de processos químicos requer o conhecimento das propriedades das substâncias químicas envolvidas na simulação, bem como das propriedades físicas e as características dos componentes do sistema, tais como tanques, bombas, tubulações, vasos de pressão e assim por diante.